# Rhett Warrener
Rhett Warrener, född 27 januari 1976 i Shaunavon, Saskatchewan, är en kanadensisk före detta professionell ishockeyspelare. Han var en defensiv, hårt arbetande back som spelade för NHL-lagen Florida Panthers, Buffalo Sabres och Calgary Flames.
Warrener debuterade i NHL med Florida Panthers säsongen 1995–96. Under slutet av säsongen 1998–99 blev han bortbytt till Buffalo Sabres där han spelade till 2003. Samma år skrev han kontrakt med Calgary Flames. Warrener avslutade sin karriär som spelare under 2009. 
Warrener har spelat Stanley Cup-final med tre olika lag (Florida Panthers 1996, Buffalo Sabres 1999 och Calgary Flames 2004).